# JNG-90
MKEK JNG-90 là loại súng bắn tỉa sử dụng thoi nạp đạn trượt phục vụ trong quân đội Thổ Nhĩ Kỳ. Việc thiết kế nó bắt đầu từ năm 2004 đến năm 2008. Nó cũng được giới thiệu để xuất khẩu với tên là Bora.

## Lịch sử
MKEK bắt đầu phát triển JNG-90 từ năm 2004. Nó được giới thiệu với công chúng năm 2007 trong hội chơ triển lãm công nghệ quốc phòng năm 2007 tại Ankara, Thổ Nhĩ Kỳ. Mẫu thử nghiệm của JNG-90 được thấy có gắn ống nhắm Schmidt & Bender do Đức chế tạo.

## Thiết kế
Theo như MKEK tuyên bố thì JNG-90 thiết kế có độ chính xác khoảng 0,3 MOA trong khoảng 100 m. Trên thân súng có thanh răng phía trên thân súng để gắn ống nhắm. Báng súng có thể điều chỉnh chiều dài và chiều cao cho phù hợp với xạ thủ.